# اچ‌ام‌اس ادگار (۱۷۷۹)
اچ‌ام‌اس ادگار (۱۷۷۹) (به انگلیسی: HMS Edgar (1779)) یک کشتی بود که طول آن ۱۶۸ فوت (۵۱ متر) بود. این کشتی در سال ۱۷۷۹ ساخته شد.